# Australian Mammalogy
Die Zeitschrift Australian Mammalogy ist eine zoologische Fachzeitschrift, die als offizielle Zeitschrift von der Australian Mammal Society herausgegeben wird. Das Magazin erscheint seit 1972 mit der 34. Nummer im Jahr 2012, aktuell wird es zweimal im Jahr publiziert.
Vertrieben wird die Zeitschrift von dem wissenschaftlichen Verlag der Commonwealth Scientific and Industrial Research Organisation (CSIRO), CSIRO publishing.

## Inhalt
Die Zeitschrift deckt alle Themenbereiche der Säugetierforschung zu Säugetieren der australasiatischen und antarktischen Region ab, wobei sowohl heimische wie auch eingeführte Arten im Fokus stehen. Artikel behandeln entsprechend die Bereiche der Anatomie, Physiologie, Ökologie, Parasitologie, Fortpflanzungs- und Entwicklungsbiologie, Genetik, Molekularbiologie, Taxonomie und Evolutionsbiologie.
Die Zeitschrift wird einem Peer-Review unterzogen, Artikel können sowohl Originalergebnisse wie auch Mitteilungen über die Säugetierarten der Region beinhalten.